# Henri van Straelen
Henricus Johannes Josephus Maria van Straelen (Utrecht, 12 november 1903 – Steyl, 1 januari 2004) was een missionaris van de rooms-katholieke congregatie Societas Verbi Divini en hoogleraar filosofie. 
Van Straelen werd geboren op 12 november 1903 in Utrecht. Hij was de jongste zoon van Bernardus Cornelis van Straelen en Paulina Maria Dymphna Verlegh. Na zijn gymnasiumopleiding studeerde hij rechtswetenschappen aan de katholieke universiteit Nijmegen. Het besluit om missionaris te worden heeft hij concrete invulling kunnen geven door in 1926 zijn noviciaat in Helvoirt aan te vangen. In 1927 trad hij in bij de Missionarissen van Steyl. De studie filosofie en theologie heeft hij afgerond aan het priesterseminarie van de S.V.D. in Teteringen. Op 31 januari 1932 werd hij aldaar tot priester gewijd.
In 1935 ontving Van Straelen zijn missiebestemming voor Japan. Dit leidde tot een intense verdieping in de taal, cultuur en godsdienst van het land. Er volgden spoedig wetenschappelijke publicaties van zijn hand. In 1941 werd Van Straelen door de Japanners geïnterneerd. Door diplomatieke tussenkomst werd Van Straelen geruild tegen Japanse krijgsgevangenen. Zo kwam hij in Engeland terecht waar hij aan de Universiteit van Cambridge promoveerde in de vergelijkende godsdienstwetenschappen.
In de jaren na de oorlog werkte Van Straelen in Engeland en in de Verenigde Staten. In 1950 volgde de terugkeer naar Japan. Hij werd benoemd tot hoogleraar aan de Nanzan universiteit in Nagoya. Er volgde een tijd van rijke wetenschappelijke publicaties. De verhouding van het christendom met de Japanse religie en cultuur speelde hier vanzelfsprekend een grote rol in. Van Straelen was wereldwijd een veelgevraagd referent op dit gebied. Ook op het gebied van spiritualiteit werd hij veel gevraagd voor retraites.
Door paus Paulus VI werd Van Straelen tot peritus benoemd bij het Tweede Vaticaans Concilie.  Daar bereidde hij ook een groot encyclopedisch werk van zeven delen voor: een Japans commentaar op de conciliedocumenten. Dankzij zijn inzet kon het werk samen met veertig medewerkers na vier jaar worden afgerond. Zijn publicaties en onderscheidingen zijn ruim.
In 1973 ging Van Straelen met emeritaat en verbleef hij in de Engelse SVD-provincie. Hij bleef echter verder publiceren en gaf ook nog wereldwijd retraites. In 1996 kwam Van Straelen in de bejaardenafdeling St.Gregor in Steyl, alwaar hij nog zijn honderdste verjaardag heeft mogen vieren. Pater Van Straelen is op nieuwjaarsdag 2004 te Steyl overleden.

## Publicaties
- Straelen, H. (1998) The Church and the non-Christian Religions at the Threshold of the 21st Century, London
- Straelen, H. (1952) Yoshida Shōin, forerunner of the Meiji restoration. Leiden: E.J. Brill